# Comuna Ciochina, Ialomița
Ciochina este o comună în județul Ialomița, Muntenia, România, formată din satele Bordușelu, Ciochina (reședința), Orezu și Piersica.

## Așezare
Comuna se află în centrul județului, pe ambele maluri ale râului Ialomița, toate satele fiind incluse în lunca acestui râu, unele lângă terasa Ialomiței. Este străbătută de șoseaua națională DN2A care leagă Slobozia de Urziceni. Pe malul celălalt al Ialomiței, prin comună trece șoseaua județeană DJ201, care duce spre est la Albești, Buești, Slobozia și Țăndărei; și spre vest la Axintele, Bărcănești și Coșereni (unde se termină în DN2). La Bordușelu, din această șosea se ramifică șoseaua județeană DJ306A, care se intersectează apoi la Ciochina cu DN2A și duce spre nord la Reviga. Scurta șosea județeană DJ201B este cuprinsă în întregime în comuna Ciochina, făcând legătura între satele Ciochina și Orezu, respectiv între șoselele DJ201 și DJ306A.
Prin comună trece și calea ferată Urziceni-Slobozia, pe care este deservită de halta Ciochina.

## Demografie
Componența etnică a comunei Ciochina
     Români (88,94%)
     Romi (4,77%)
     Alte etnii (6,29%)
Componența confesională a comunei Ciochina
     Ortodocși (93,17%)
     Alte religii (0,33%)
     Necunoscută (6,51%)
Conform recensământului efectuat în 2021, populația comunei Ciochina se ridică la 2.766 de locuitori, în scădere față de recensământul anterior din 2011, când fuseseră înregistrați 3.217 locuitori. Majoritatea locuitorilor sunt români (88,94%), cu o minoritate de romi (4,77%). Din punct de vedere confesional, majoritatea locuitorilor sunt ortodocși (93,17%), iar pentru 6,51% nu se cunoaște apartenența confesională.

## Politică și administrație
Comuna Ciochina este administrată de un primar și un consiliu local compus din 11 consilieri. Primarul, Vasile Câmpulungeanu[*], de la Partidul Național Liberal, este în funcție din 2016. Începând cu alegerile locale din 2024, consiliul local are următoarea componență pe partide politice:
|  | Partid                    | Consilieri | Componența Consiliului | Componența Consiliului | Componența Consiliului | Componența Consiliului | Componența Consiliului | Componența Consiliului |
|  | ------------------------- | ---------- | ---------------------- | ---------------------- | ---------------------- | ---------------------- | ---------------------- | ---------------------- |
|  | Partidul Național Liberal | 6          |                        |                        |                        |                        |                        |                        |
|  | Partidul Social Democrat  | 4          |                        |                        |                        |                        |                        |                        |
|  | Partidul Puterii Umaniste | 1          |                        |                        |                        |                        |                        |                        |

## Istoric
Sub aspect istoric, Ciochina, ca si satele componente ale comunei are o existenta multiseculara. Documente atestând existenta acestor sate se gasesc în culegerile scoase de Arhivele Statului - Filiala Ialomita, precum si în volumele "Documente privind istoria Tarii Românesti", seria B, veacul a XVI-lea si al XVII-lea aparute în Editura Academiei.
Numele satului Ciochina - dupa unele izvoare - ar proveni de la cuvântul "ciochie" - muchie de deal, ceea ce s-ar potrivi asezarii satului, daca ne gândim ca el a fost înaltat pe malul stâng al râului Ialomița, mal mai ridicat, ferit de revarsari, la un nivel de 10-20 m fata de lunca Ialomiței.
În unele legende se spune ca, la început, Ciochina a fost întemeiata de trei târlasi de oi care si-au asezat stânele în forma de ciorchine pe actuala vatra a satului.
În sfârsit, unii cercetatori socotesc ca denumirea satului vine de la ciochinara (piesa componenta a seii). În favoarea acestei supozitii vine si o legenda care spune ca pe locul unde Mircea cel Batrân ar fi facut popas ostenii lui ar fi dat jos de pe cai seile prevazute cu "ciochinari" (curele cu gauri, catarame su gaici folosite ca piese de harnasament).
Satul Piersica, locuit astazi doar de aproximativ 60 de familii are un bogat trecut istoric. Asezat pe vechile maluri ale râului Ialomița, pe vadul vechi, este cunoscut din documente de pe vremea lui Mircea cel Batrân, domnitor care a construit aici un pod peste râul Ialomița, singura trecere peste râu de le Urziceni pâna la Calarasi. Acest pod facea legatura drumului comercial ce lega capitala tarii de Braila - important centru comercial.
Datorita tranzitului intens de marfuri, dupa 1500 s-a simtit nevoia construirii unui nou pod pentru trecerea mai lesnicioasa a Ialomiței. Din acest moment satul Ciochina - unde s-a construit noul pod - începe sa devina un important centru, fiind asezat la rascrucea drumurilor comerciale Silistea - Calarasi - Buzau - Bucuresti - Braila si Brasov - Ploiesti - Slobozia - Piua - Pietrii.
În secolul al XVIII-lea, este consemnat ca stapân al întregii zone de pe malurile Ialomiței pâna la satul Crunti, printul Arsenie Caragheorghievici, sârb de origine aromana. El administreaza aceste tinuturi prin "vechili" (administratori de mosie), printre care documentele îl atesta pe Aron - administrator cu deosebita competenta în organizarea mosiei boierului Caragheorghievici. El a făcut importante constructii în toate satele ce intra astazi în componenta comunei Ciochina. În satul resedinta îndeosebi, a construit un întreg cartier de case care începea din dreptul conacului mosiei, unde este astazi locuinta cetateanului Ciachir Dumitru, pâna la fosta locuinta a batrânului învatator C. Nicolescu - pe o lungime de 250m.
În aceasta perioada, în satul Ciochina apar hanuri, ateliere de fierarie, o fabrica de rachiu precum si o piata de desfacere si un bâlci saptamânal, care mai târziu, în 1883, devine bâlci anual organizându-se neîntrerupt pâna în zilele noastre la 8 septembrie, de ziua Sfintei Maria mica.
În fata unui han destul de spatios si care era amplasat pe locul unde astazi se afla primaria, s-a întemeiat si un Oficiu Postal, condus pe la 1892 de un oarecare capitan Necula, sub numele de capitan întelegându-se capitan de posta, dirigintele de posta astazi.
Se mai spune ca, pe locul unde astazi locuieste Alexandru C. Ghita, era si o brutarie foarte dezvoltata care alimenta pe cei care faceau transporturi comerciale, precum si diligentele postale.
Pâna în anul 1872, comuna Ciochina se compunea dintr-un singur sat, de la aceasta data i s-au alaturat satele Cazanesti si Crunti, care în 1876 au format fiecare comune separate, Ciochina ramânând din nou un singur sat.
Între anii 1864-1872, Ciochina a fost resedinta plasei Ialomița care cuprindea 25 de comune. În 1904 Ciochina facea parte din plasa Albesti, iar între anii 1911-1950 din plasa Cazanesti.
Locuitorii satului Ciochina ocupau doua mahalale distincte numite Tabaci si Coslogeni în partea de est si, respectiv, vest a satului.
La sfârșitul secolului al XIX-lea, comuna era formată doar din satul de reședință și făcea parte din plasa Ialomița-Balta a județului Ialomița, având o populație de 979 de locuitori. În comună funcționau două școli — una de băieți, cu 66 de elevi; și una de fete, cu 59 de eleve. Pe teritoriul actual al comunei, la acea vreme, funcționa în aceeași plasă și comuna Bordușelele, formată din satele Bordușelu Mare, Bordușelu Mic, Piersica și Orezi, cu 1550 de locuitori. În această comună funcționau trei școli primare mixte și trei biserici.
În 1925, Anuarul Socec consemnează aceeași împărțire administrativă. Comunele se regăseau în plasa Căzănești a aceluiași județ, comuna Ciochina cu 1201 locuitori, iar comuna Bordușelu având 2128. Satele Bordușelu Mic și Bordușelu Mare se numeau acum Bordușelu de Jos și Bordușelu de Sus. În 1931, s-a înființat și comuna Orezu, prin desprinderea satelor Orezu și Piersica de comuna Bordușelu. Comuna aceasta a avut, însă, o existență efemeră.
În 1950, comunele au fost transferate raionului Slobozia din regiunea Ialomița și apoi (după 1952) din regiunea București. În 1968, s-a revenit la organizarea pe județe, iar comuna Ciochina a fost transferată județului Ialomița, comuna Bordușelu a fost desființată, satele ei fiind incluse în comuna Ciochina; tot atunci, satele Bordușelu de Jos și Bordușelu de Sus au fost comasate, formând satul Bordușelu.

## Monumente istorice
Trei obiective din comuna Ciochina sunt incluse în lista monumentelor istorice din județul Ialomița ca monumente de interes local. Două sunt clasificate ca situri arheologice — o așezare neolitică atribuită culturii Boian descoperită la șuvița „La Golani” din satul Bordușelu; și o altă așezare aflată în zona satului Piersica. Cel de al treilea este clasificat ca monument de arhitectură — biserica „Sfinții Împărați” din extremitatea sudică a satului Piersica, datând din 1803.